# Tourbière de la Mazure

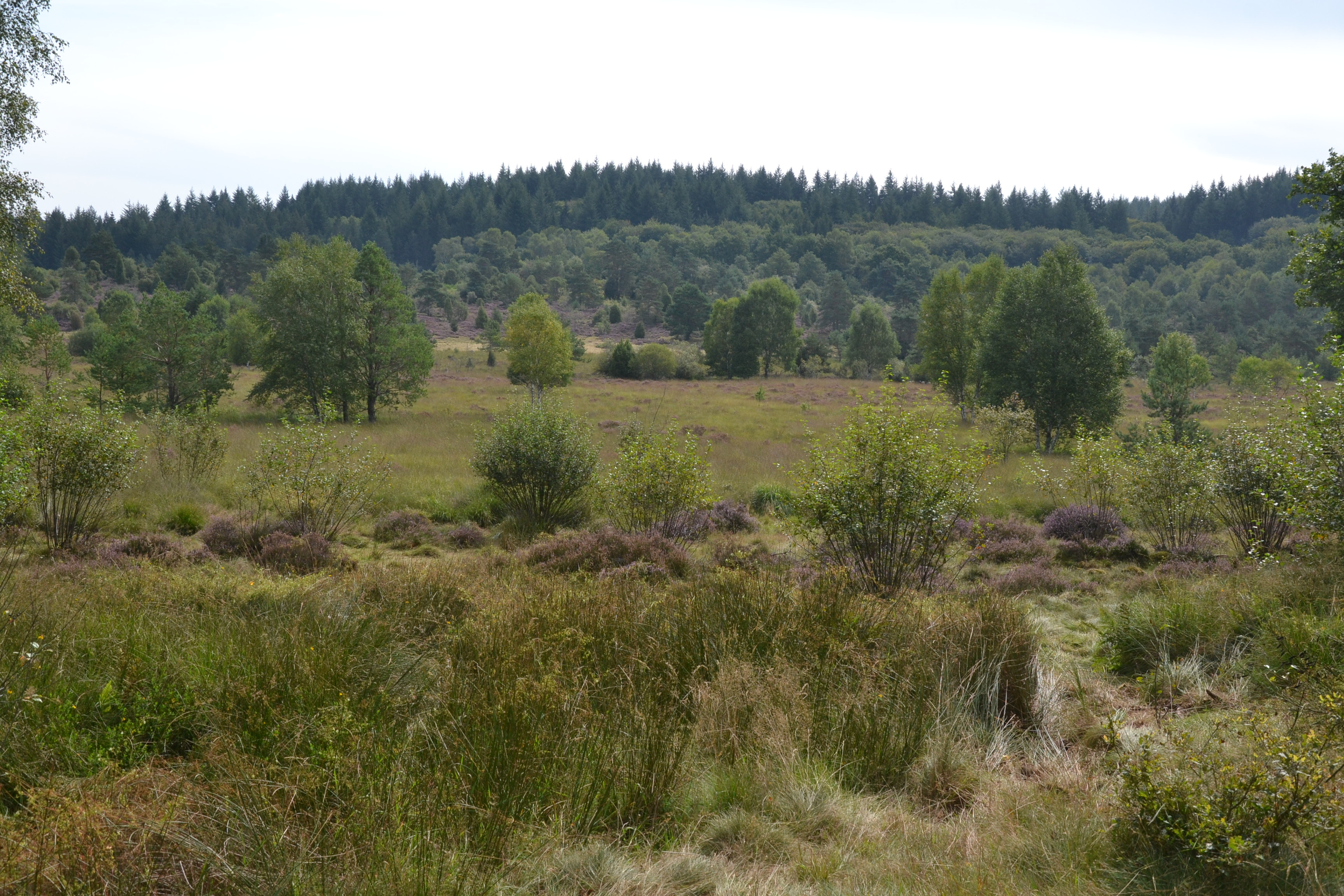
La tourbière de la Mazure.

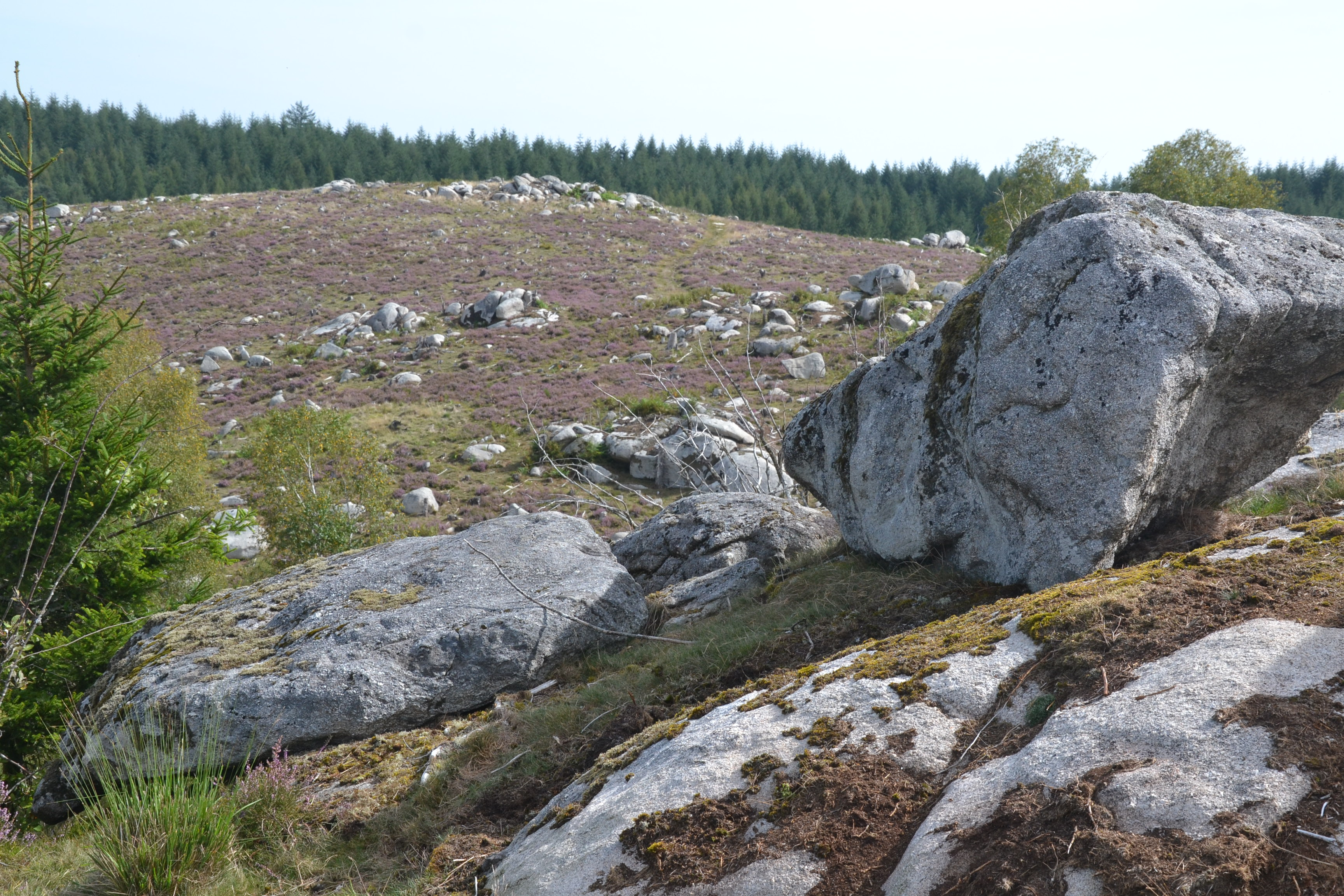
La lande de la Mazure.

La tourbière de la Mazure est située entre les communes de Royère-de-Vassivière, Le Monteil-au-Vicomte et Saint-Pierre-Bellevue situées dans le département de la Creuse et la région Nouvelle-Aquitaine. 

## Géographie
La tourbière de la Mazure est située sur le plateau de Gentioux entre les lacs de Vassivière  et de Lavaud-Gelade. Dans le fond tourbeux, se trouvent deux ruisseaux affluents du Thaurion dont le ruisseau de Beauvais.

## Histoire
Le nom Mazure signifie au XVIe siècle une manœuvrerie, de même qu'un mazurier était un manœuvre ou ouvrier, attaché à une ferme ou un domaine tout en en étant indépendant.
Environ 70 hectares des terrains de la tourbière appartenaient à Électricité de France depuis les années 1930. EDF avait envisagé à une époque d'y construire un barrage afin de produire de l'électricité, comme elle l'a fait pour les lacs de Vassivière  et de Lavaud-Gelade. 
Ce projet qui devait détruire irrémédiablement la tourbière de la Mazure a finalement été abandonné. Mais ce projet d'exploitation du site par EDF sur le site aura permis paradoxalement de sauver la tourbière en préservant celle-ci des plantations de résineux qui se sont développées sur l'ensemble du territoire proche.
Afin de protéger le site, la communauté de communes Bourganeuf et Royère-de-Vassivière a acheté en 2005, pour un euro symbolique, 88 hectares de la tourbière de la Mazure. Placée sous le régime forestier, la tourbière est gérée par l'Office national des forêts.
Courant 2007, ont été réalisées les premières coupes d'arbres afin de retrouver les paysages de tourbière phagocytés par les taillis et arbres. De même un pâturage extensif a été organisé pour retrouver les prairies d'origine, avec la présence d'un troupeau de brebis gardé par un berger.

## Richesse économique
La forêt de La Feuillade qui couvre actuellement les communes de Royère-de-Vassivière, Beaumont-du-Lac, Faux-la-Montagne et La Villedieu recouvrait, au XVIe siècle une bonne partie de la région. Or en 1575 un incendie détruisit l'essentiel de cette forêt.
Avec cet incendie, le bois devint plus rare et les habitants utilisèrent la tourbe pour alimenter les foyers. L'exploitation s'effectue simplement : il suffit de retirer avec une bêche des mottes de tourbe, de les laisser sécher puis de les utiliser pour le feu - si besoin avec du bois selon la qualité de la tourbe.
L'office des charbons de la Haute-Vienne exploitait des tourbières au Châtaignoux dans la commune de Royère. Cette tourbe était envoyée vers Limoges pour y être vendue. En 2008, les tourbières offrent un autre intérêt.

## Richesse écologique
Du fait de leur richesse écologique, les landes et tourbière de la Mazure font partie d'une zone Natura 2000. Ce site est une zone naturelle d'intérêt écologique, faunistique et floristique (ZNIEFF) de type I incluse dans une ZNIEFF de type II dénommée « Vallée du Thaurion et ses affluents ». Une partie du site est aussi un « site inscrit ».

### Faune
On retrouve dans la tourbière les espèces traditionnelles à l'eau : la loutre, la truite fario, le lézard vivipare...
On y découvre aussi des oiseaux particuliers comme : 
- le busard Saint-Martin, un rapace diurne[7] qui se nourrit de petits oiseaux, d'œufs, de serpents ou de grenouilles ;
- l'engoulevent d'Europe, un oiseau rarement observé qui chante au crépuscule et chasse les papillons de nuit[8]. Il est très difficile à repérer de jour, à cause du camouflage que lui procure son plumage aux teintes de feuilles mortes ou d'écorce ;
- le circaète Jean-le-Blanc, un rapace spécialisé dans la chasse aux reptiles et principalement les serpents. C'est également un excellent planeur qui se déplace habituellement sans battre des ailes, les ailes largement étendues profitant au maximum de la brise et des ascendances thermiques. Il passe l'hiver en Afrique et revient en Europe de début mars à fin septembre pour se reproduire[9] ;
- le pipit farlouse, un petit passereau migrateur qui niche dans le Nord de l'Europe et de l'Asie et passe l'hiver dans le sud de l'Asie et de l'Europe, et le Nord de l'Afrique. Il se nourrit en été d'insectes et d'araignées.

### Flore
On y trouve le Flûteau nageant, plante aquatique en régression en France.